# Wuotis-Heer
In der Mythologie der Germanen wurde das Wuotis-Heer (oder Muotis-Heer) von dem Göttervater, Kriegs- und Totengott Odin (oder Wotan) angeführt, der in Walhall, dem Ruheort der in einer Schlacht gefallenen Kämpfer thronte.
Der Sage nach stürmten die wilden germanischen Reiter des Wuotis-Heeres seit Urzeiten bei Wetterumschwung, nächtlichem Gewitter, in sturmgeladenen Nächten und bei Neumond mit Lärmen, Brausen, Hörnerklang, Schwertgeklirr, dumpfem Hufschlag und wüstem Kriegsgeschrei durch die Lüfte.
Auf jeden Fall haben sich die Menschen in früheren Jahrhunderten wohlweislich im Haus aufgehalten und die Türen verschlossen, wenn wieder einmal das wilde Wuotis-Heer in der Gegend zu hören war.

## Die Sage vom Wuotis-Heer in Veringen
In einer Herbstnacht des Jahres 1550 hatte man das Wuotisheer nach 10 Uhr in Meßkirch gehört und noch in derselben Nacht zog es nach Veringenstadt an der Lauchert. Dort ist es zum großen Schrecken der Einwohner vom alten Burgstall hinab durch das Städtchen gezogen.
Um Mitternacht wollte der Nachtwächter Hans Dröscher die Stunden ausrufen als ein lärmendes Geschell begann und vom alten Schloss herunterzog. Auf dem Marktplatz hat etwas den Nachtwächter angeschrien: „Mano, mano!“ Der gute Mann merkte wohl, dass dies nicht mit rechten Dingen zuging und er fürchtete sich deshalb sehr. Daher wollte er auch nicht gleich antworten oder hingehen. Der andere hat aber so lange geschrien, bis der Wächter letztlich zu ihm ging.
Da hat er einen fürchterlichen Mann vorgefunden, der wie ein Krieger bekleidet war und dessen Kopf in zwei Teile bis auf den Hals gespaltenen war, so dass eine Hälfte auf der Achsel lag. Der Verwundete oder das Gespenst bat den Wächter, er solle ihm den Kopf wieder zusammenbinden, damit er dem Heer folgen könne. Dann zog er ein Handtuch aus dem Ärmel heraus und gab es dem zitternden Wächter, damit er ihn verbinden solle. Der gute Mann ist mächtig erschrocken hat sich entschuldigt, er könne ihn nicht verbinden, es sei nicht sein Handwerk, aber er wolle einen Scherer oder Barbier holen. Dies sagte er, um sich davonmachen zu können. Aber der andere wollte dies nicht zulassen und drang darauf dass der Wächter ihn verbinden musste. Währenddessen erzählte er dem Wächter, dass er von Veringen gebürtig sei wie ihm in einem Krieg das Haupt gespalten worden sei und dass er nun mit dem Wuotisheer ziehe. Dann dankte er dem Wächter und fügte bei, er solle ihm nicht nachschauen, da es ihm sonst nicht glücklich ergehen werde. Damit schieden sie voneinander.
Dem Erzähler ist nicht bekannt, ob der Wächter ihm hinterher geschaut hat oder nicht. Der Wächter ging heim, wurde krank, legte sich nieder. Ganze 16 Wochen lag er zu Bett darnieder und redete während dieser Zeit wenig oder nichts. Er lebte aber nachher noch geraume Zeit. „Das ist also gewißlichen beschehen.“

## Das wilde Heer (Wuotisheer) zu Veringen
Die Nacht ist kühl, der Mond scheint fahl,

Da kommen Schatten ohne Zahl

Das Tal heraufgezogen.

Es braust wie ein erregtes Meer,

Vor Veringen das wilde Heer

Ist um die Eck gebogen.

Beim untern Turme auf der Bruck,

Da stauet sich der seltsam’ Spuk,

Man hört ans Stadttor pochen.

Der Wächter aus dem Schlaf erwacht,

Wer will noch rein um Mitternacht?

Hat murrig er gesprochen.

Doch kaum ward er des Volks gewahr,

Da sträubt der Schreck ihm Bart und Haar,

Die Stimm’ hat´s ihm verschlagen.

Er rennt den finstern Torweg rauf,

In atemlosem, raschen Lauf

Diesmal gehts ihm an’ Kragen!

Dieweil das Tor sich selbst aufschließt

Und in den stillen Ort sich gießt

Die Schar auf Geisterschwingen.

Grad um die mitternächtlich’ Zeit,

Tief schlafen alle Bürgersleut;

Zur Burg hinauf sie springen.

Dort Wirbeln sie zum Tor hinein,

Und bei des Mondes Zauberschein

Umtanzen sie die Mauern.

Dazu ein dumpfer Trommelklang,

Und düst’rer grauslicher Gesang

Lässt Herz und Mut erschauern.

Huh! Huh! Wir sind das Wuotisheer,

Vom Welschland kommen wir daher,

Vor Monden ausgezogen.

Als brave deutsche Landsknechtschar,

Dem Kaiser dienten wir manch Jahr,

In Treue ungelogen.

In heißer, blut’ger Männerschlacht.

Hab’n wir den Feind zur Streck’ gebracht,

Der Frundsberg führt die Haufen.

Bevor man zur Retraite blies,

Von uns gar mancher s’Leben ließ,

Vergaß für immer s’Schnaufen!

Drauf steckt man uns ins Massengrab,

Den Bayr, den Frank, den Sachs, den Schwab,

Wir ruhten aus vom Streiten.

Und Jahre lagen wir beisamm’

Bis wieder uns die Kunde kam,

Von deutscher Not und Leiden!

Da hielt uns nichts mehr in dem Loch,

Ein jeder aus dem Boden kroch,

So wie er grad gelegen.

Und nordwärts ging der wilde Zug,

Wie mit gespensterhaftem Flug,

Auf nächtlich stillen Wegen.

Erst, wenn dem römisch-deutschen Reich

Der Frieden wird, dann alsogleich,

Auch uns wird wieder Frieden.

Dann steigen wir zurück ins Grab,

Der Bayr, der Frank, der Sachs, der Schwab,

Im fernen welschen Süden!

So singen sie, so gröhlen sie,

In düst’rer Landsknechtmelodie

Und drehen wilde Reigen.

Aus dem Gemäuer aufgeweckt

Flieh’n Käuze kreischend und erschreckt.

Im Tal herrscht tiefes Schweigen.

Der eine überm Kopfe schwingt

Sein rechtes Bein und hüpft und springt

Ganz wacker auf dem linken.

Ein andrer gar, der eitle Tropf,

Trägt unter’m Arm den eig’nen Kopf

und gibt ihm noch zu trinken.

Noch einer lässt, dass Gott erbarm,

An einer Schnur den losen Arm

Um seine Schultern baumeln.

Es klingt und klappert bleich Gebein,

Dazu das Kalbfell schlägt Freund Hein,

Bis sie vor Schwindel taumeln.

So tanzen sie, so springen sie,

Nach schwerer Landsknechtmelodie

Die hässlichen Gestalten.

Dieweil der Wächter von dem Tor,

Von ferne lauscht mit bangem Ohr

Und sieht ihr schaurig Walten.

Da trennt ein Schatten sich vom Häuf

Und ist in überstürztem Lauf

Zum Markt hinabgesprungen.

„Hoi, Mano! Hoi, brüllt dumpf der Wicht,

Mano! Hans Droscher, hörst mich nicht?“

Hat’s durch die Nacht geklungen.

Den Wächter fasset Schreck und Graus,

Und tät zum heiligen Nikolaus

Mit großer Inbrunst flehen.

Doch ehe er sichs recht versah,

Ist auch der Geistermann schon da.

Er kann ihn deutlich sehen.

Der vor ihm steht, das ist, Pardauz,

Ein äußerst kurioser Kauz,

Beinahe wärs zum Lachen.

Ein wüster Spalt den Schädel trennt,

Gemacht mit scharfem Instrument,

Vom Wirbel bis zum Rachen.

Ich bin, mault der, „Sepp Häberlein“

Aus Veringen, bin einst im Mai’n

Als Landsknecht requirieret.

Im Süden, so ein welscher Dieb,

Hat mir im Kampf mit einem Hieb

Den Schädel durchhalbieret.

Doch da kein Feldscher in der Schar,

Muss ich nun schon seit Tag und Jahr

Halbierten Hauptes wandern.

So nehmt dies Tuch, ich bitt Euch drum,

Verbind’t die Hälften um und um

Die eine mit der andern.

Hans Dröscher fasset wieder Mut,

Er wundert sich und spricht: Nun gut!

Ich wills einmal probieren!

Er dreht das Tuch zu einem Strick,

„Wohlan versuchen wir das Glück,

Den Schaden zu kurieren!“

Zusammen klappt er, was geteilt,

Alsdann umschlingt er unverweilt

Den Schädel dieses Schwaben.

Zum Schluss noch einen festen Knopf

Macht er an seines Landmanns Kopf.

So, jetzt lass dich vergraben!

Habt ewig Dank! Der andere spricht.

Ach leider muss ich armer Wicht

Noch weiter mit den andern.

Grüß mir den Vetter Veit, die Bas,

Die ehrsam Jungfer Anastas!

Muss leider weiter wandern.

Dies eine sei Euch noch gesagt,

Dass Eure Neugier nicht es wagt,

Dem Zuge nachzugucken.

Drum rat ich Euch, Gevatter, seht

Nach rückwärts jetzt und hübsch umdreht

Wohl Euren breiten Rücken!

Der Dröscher macht, gesagt, getan

Die Wendung, die der Geistermann

Ihm eben anempfohlen.

Der andere räuspert sich und meint:

So jetzt leb wohl, mein guter Freund!

Ich mach mich auf die Sohlen!

Drauf huscht er weg zur Geisterschar,

Die schon beim Obern Tore war

Und eben wollt verschwinden.

Der Wächter schreit: He, Landsmann, du!

Der Herr geb’ Dir die ewige Ruh,

Die Du nicht konntest finden!

Der Tölpel ruft’s und dreht sich rum,

Da wird im Kopfe ihm ganz dumm,

Ist wie vors Hirn geschlagen.

Obwohl er wollt nach Hause geh’n,

Blieb er am selben Flecke steh’n,

Die Füß den Dienst versagen.

Doch als der helle Morgen kam,

Da war vor Traurigkeit und Gram

Er auf die Erd gesunken.

Und aus dem nächst gelegenen Haus

Hat er den Vetter Michel Stauß,

Stumm zu sich hergewunken.

Hans Dröscher, in sein Heim gebracht,

Hat nicht geweint, hat nicht gelacht,

Ist in sein Bett gekrochen.

Sinnierte still und starrte trüb,

In eine Eck und liegen blieb,

Er sechzehn lange Wochen.

Was weiter mit dem Mann geschah,

Darüber die Historia

Hat nun sich ausgeschwiegen.

Jahrhundert rauschten übers Land,

Was einst hier lebt’ und litt, verschwand,

Ist längst ins Grab gesunken.

Noch heute schwebt der Vorzeit Hauch

Ums Städtchen, leicht wie Höhenrauch,

Umkreiset Burg und Mauern.

Aus finstern Felsenlöchern weht

Und durch die stillen Tannen geht

Geheimnisvolles Trauern.

Wolfrat 1928. (Frei nach der Zimmern’schen Chronik)